# Pabellón Raimundo Saporta
El Pabellón Raimundo Saporta fue un recinto deportivo usado particularmente para los partidos de baloncesto del Real Madrid. Hasta 1999 era conocido como el Pabellón de la Ciudad Deportiva del Real Madrid, cuando fue renombrado en honor del presidente del equipo de baloncesto del Real Madrid, el fallecido Raimundo Saporta.
Fue demolido en 2004 junto con el resto de la Ciudad Deportiva.

## Historia

### Primeros años
Con un coste de 25 millones de pesetas, el pabellón fue inaugurado el 6 de enero de 1966 bajo el nombre de "Pabellón de la Ciudad Deportiva del Real Madrid" en el Torneo de Navidad y cuya primera edición fue denominada como Copa Intercontinental, en el cual el Ignis Varese derrotó al Real Madrid en el estreno de su nueva cancha por 77-86, para finalmente alzarse con el título. Los otros dos contendientes del primer certamen de la competición fueron los Jamaco Saints de Chicago y los brasileños del S. C. Corinthians. 
Un año después de su inauguración, el 1 de abril de 1967, el pabellón vio ganar al Real Madrid al Simmenthal Milano para conseguir su tercera Copa de Europa después de vencer por 91-83.
Durante los siguientes 21 años, el Real Madrid conquistaría en el pabellón otras cinco Copas de Europa, cuatro Copas Intercontinentales, 17 Ligas, diez Copas, una Supercopa de España, dos Trofeos de la Comunidad de Madrid y 16 Torneos de Navidad.
La segunda de las tres Copas Intercontinentales seguidas  fue lograda en el pabellón en 1977.
El tremendo éxito durante este periodo, unido al boom del baloncesto nacional durante los años 80, hace que las 4000 localidades del pabellón (aunque podía llegar a 1000  más con gente de pie) se queden pequeñas y en 1987 el equipo se traslada al Palacio de Deportes de la Comunidad de Madrid localizado en la céntrica calle de Goya de Madrid.
Su cubierta fue construida en 45 días era de plana tubular.

### Remodelación
El paulatino descenso de espectadores a lo largo de los años 90 provocó que el Real Madrid decidiese retornar a jugar sus partidos como local en el viejo pabellón a principios de la temporada 1998-99, éste fue renovado con un coste aproximado de 350 millones de pesetas y reabrió sus puertas el 15 de febrero de 1999 como Pabellón de la Ciudad Deportiva. El pabellón incrementó su aforo hasta los 5200 espectadores, todos sentados, nueva iluminación y nuevo equipo de sonido, vestuarios remodelados, palco especial para la prensa, una sala de prensa y sala vip. En el acto de inauguración estuvieron presentes tanto el presidente del Real Madrid Lorenzo Sanz como el alcalde de Madrid José María Álvarez del Manzano y tuvo lugar la primera emisión de Real Madrid TV. El 18 de febrero de ese mismo año, el Real Madrid disputó su primer partido de regreso al pabellón contra el KK Zadar en el que el equipo blanco ganó por 86-79 el encuentro de la 2.ª ronda de la Euroliga.
Sin embargo, no fue oficialmente renombrado como Pabellón Raimundo Saporta, en honor del expresidente de la sección y promotor del recinto, hasta recibir el voto favorable de los socios en la Asamblea General Ordinaria del 3 de octubre de 1999. El 7 de octubre disputó el primer partido con el nuevo nombre con victoria por 90-75 en la 1.ª ronda de la Euroliga contra el ALBA Berlín.
El 16 de octubre de 2000 tuvo lugar el primer partido de la relanzada Euroliga, bajo la organización de la Unión de Ligas Europeas de Baloncesto (ULEB) y tras la creación de la Euroleague Basketball. El encuentro correspondiente a la primera jornada de la fase de grupos enfrentó al equipo madridista con el Olympiacos en el coliseo blanco y acabó en victoria local por 75-73.
El 6 de enero de 2002 se celebró un partido amistoso entre el Real Madrid y el Magic Johnson All Stars (un combinado de jugadores liderados por Magic Johnson) dentro de los eventos de celebración por el centenario del club y para promocionar la candidatura de Madrid a los Juegos Olímpicos de 2012. El equipo blanco ganó por 110-104 en el que cabe destacar que durante 5 minutos "Magic" se cambió de equipo y jugó de blanco.
El 13 de mayo de 2004 se disputó el último partido en el recinto de la Castellana tras caer derrotado el equipo merengue por 85-90 contra el Estudiantes en el 4.º partido de los cuartos de final de la Liga ACB.
La mala situación económica del club, forzó al entonces presidente del club, Florentino Pérez, a vender los terrenos de la Ciudad Deportiva donde se encontraba situado el pabellón, por un valor estimado de 188 millones de € en noviembre de 2001, tras lo cual se inician las obras de la nueva Ciudad Deportiva situada en Valdebebas. La demolición del recinto conllevaría también la del pabellón, la cual se llevó a cabo en agosto de 2004, tras lo cual el Real Madrid pasó a disputar sus encuentros como local en el Palacio de Vistalegre.

## Demolición y uso reciente

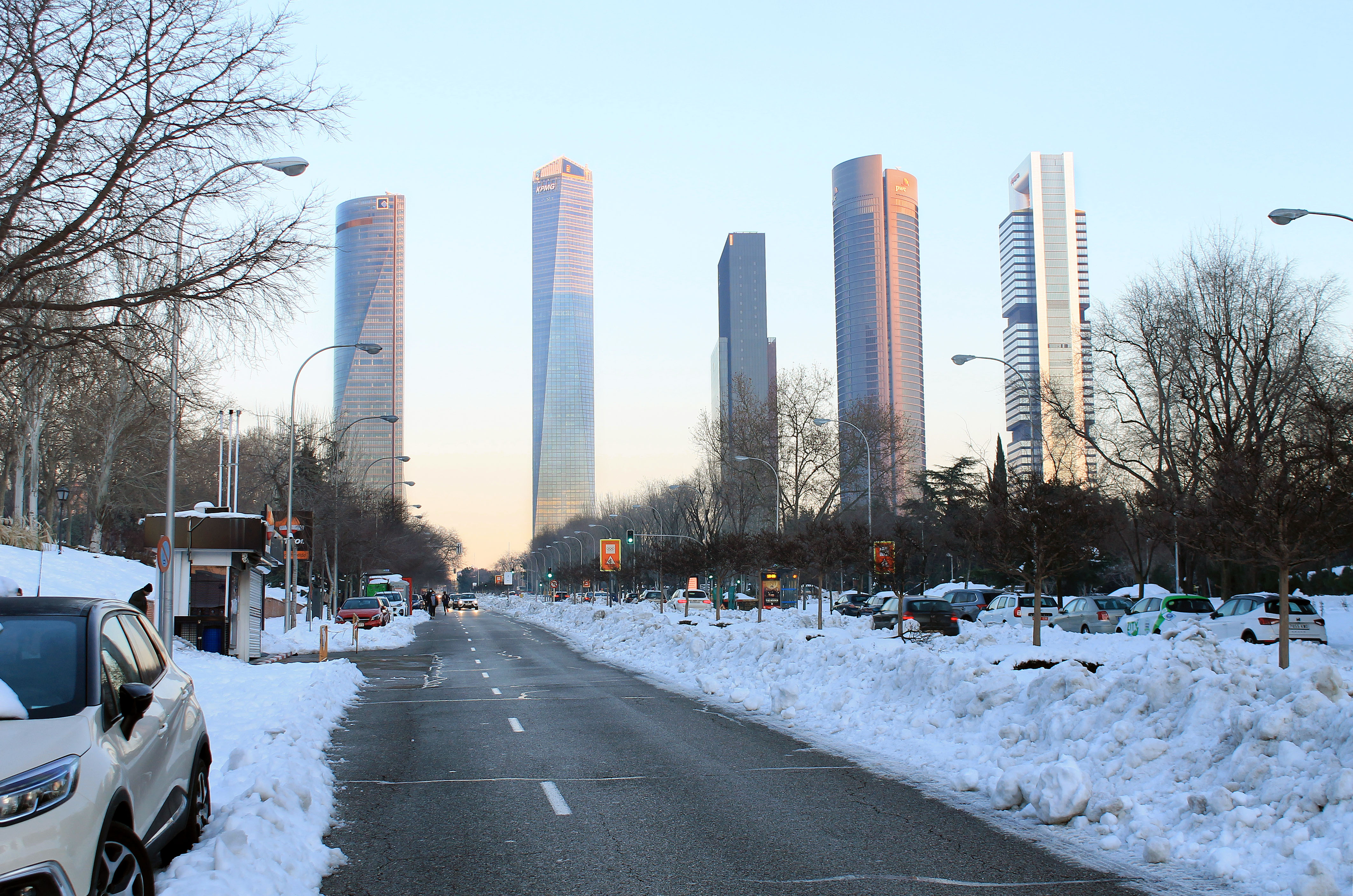
Cuatro Torres Business Area.

El emplazamiento original del Pabellón Raimundo Saporta y la antigua Ciudad Deportiva están ocupados ahora por las Cuatro Torres Business Area (CTBA), un importante Distrito financiero de la ciudad.